# Rodrigo Otávio
Rodrigo Otávio de Langgaard Meneses (Campinas, 11 de outubro de 1866 – Distrito do Rio de Janeiro, 28 de fevereiro de 1944) foi um advogado, professor, magistrado, contista, cronista, poeta e memorialista brasileiro.
Participou, desde o início, do grupo de escritores que fundaram a Academia Brasileira de Letras.

## Vida
Filho do Dr. Rodrigo Otávio de Oliveira Meneses e de Luiza Langgaard, filha do médico dinamarquês, estabelecido no Brasil, Dr. Theodoro Langgaard. Aos 5 anos veio, com sua família, para o Rio de Janeiro. Estudou na  na Faculdade de Direito de São Paulo, onde se formou aos 20 anos, em 1886. Iniciou a vida pública na magistratura, tendo sido nomeado, em 1894, secretário da Presidência da República no governo de Prudente de Morais entre 1894 e 1896, quando começou a lecionar na Faculdade de Ciências Jurídicas e Sociais da Universidade do Brasil.
Por diversas vezes foi presidente do Instituto dos Advogados Brasileiros, entidade que promoveu a criação da Ordem dos Advogados do Brasil, em 1930. Rodrigo Otávio presidiu também a Sociedade Brasileira de Direito Internacional e membro honorário e vice-presidente do Instituto Histórico e Geográfico Brasileiro.
Consultor-geral da República (1911-1929), foi delegado plenipotenciário do Brasil em diversas Conferências Internacionais, como as de Haia, para o Direito relativo à letra de câmbio (1910 e 1912); de Bruxelas, para o Direito Marítimo (1909, 1910 e 1912); a Conferência Científica Pan-Americana de Washington (1916); da Paz, de Paris (1919), tendo assinado o Tratado de Versalhes. Foi conferencista em várias  universidades - Paris, Roma, Varsóvia e Montevidéu.
Foi também vice-presidente na I Assembleia da Liga das Nações, em 1920.
Em decreto de 5 de fevereiro de 1929, foi nomeado Ministro do Supremo Tribunal Federal, cargo que exerceu até aposentar-se em 7 de fevereiro de 1934.
Casado com Maria Rita Pederneiras, era pai do também acadêmico Rodrigo Otávio Filho.
Foi agraciado com os seguintes graus das Ordens Honoríficas portuguesas: Comendador da Ordem Militar de Sant'Iago da Espada (17 de julho de 1919) e Grã-Cruz da Ordem Militar de Cristo (7 de junho de 1923).

## Academia Brasileira de Letras
Foi o fundador da cadeira 35 da Academia Brasileira de Letras, que tem como patrono Aureliano Tavares Bastos.

## Obras publicadas[6]
Obras literárias e históricas
- *Pampanos — Versos, 1886
- Poemas e Idylios — Versos, 1887
- Aristo — Novela, 2ª edição, 1906, ed. da Renascença.
- Sonhos Funestos — Drama em verso, ed. Laemmert & Cia., 1895
- Festas Nacionaes — Capítulos de Historia,  ed Alves & Cia
- Bodas de Sangue — Novela, Revista Brasileira, 1895.
- A Balaiada — Chronica histórica, ed. Laemmert & Cia, 1903.
- Felisberto Caldeira — Chronica dos tempos coloniaes ed Laemmert & Cia, 1900, 2ª edição, Lisboa, Aillaud & Cia, 1921
- A Estrada — Drama, 1907, ed. da Renascença.
- Le Brésil, sa culture, son libéralisme - Conférence prononcé au Grand Theâtre de Gèneve, le 15 novembre 1912. Genève, 1913
- Águas passadas — Novela, ed. Garnier & Cia, 1914.
- A Constituinte de 1823 — Memória apresentada ao Congresso de História Nacional. Revista do Instituto Histórico, 1914
- Vera — Poema (edição de 50 exemplares), 1916.
- Coração de caboclo — Poema, EPoema, ed A Illustração, 1924.
- Na terra da virgem índia - Sensações do México. Conferência dada na Academia Brasileira em 1923, Annuario do Brasil, 1924.

Obras jurídicas
- Os successos de abril perante a Justiça Federal — Imprensa Nacional, 1893.
- Direito Federal — Preleções do dr. Juan M. Estrada, traduzidas e anotadas, ed. Alves & Cia., 1897.
- Do Domínio da União e dos Estados segundo a Constituição Federal. Monographia premiada pelo Instituto dos Advogados. Livraria Acadêmica Saraiva, 1924